# Space Ritual Volume 2
Space Ritual Volume 2 è un archivio live della progressive rock band Hawkwind, registrato nel 1972 e pubblicato nel 1985. La registrazione contiene una parte della registrazione del secondo vinile di Space Ritual

## Tracce
1. "Electronic No. 1" [listed as "Space"] (Dettmar/Dik Mik) – 2:15
2. "Orgone Accumulator" (Calvert/Brock) – 8:45
3. "Upside Down" (Brock) – 2:45
4. "Sonic Attack" (Moorcock) – 2:50
5. "Time We Left This World Today" (Brock) / "Paranoia" [unlisted] (Brock) – 13:20
6. "10 Seconds Of Forever" (Calvert) – 2:10
7. "Brainstorm" (Turner) – 12:00
8. "Wind Of Change" [unlisted] (Brock)
"7 By 7" (Brock) – 8:50
9. "Master of the Universe" (Turner/Brock) – 7:40
10. "Welcome to the Future" (Calvert) – 2:55